# Зоологічний музей Луганського університету
Зоологічний музей Луганського університету — навчальний, освітній і науковий підрозділ Луганського національного університету ім. Т. Шевченка.
Музей розташований у одному з навчальних корпусів ЛНУ в центрі міста. Експозиція і фонди розміщені у спеціально обладнаних кімнатах останнього поверху навчального корпусу № 2, у якому розміщені кафедри Факультету природничих наук.

## Історична довідка

### Започаткування
Музей започатковано в період між 1924 та 1936 роками як Кабінет зоології ДІНО — «Донецького інституту народної освіти» (перша назва сучасного Луганського національного університету ім. Т. Шевченка). Точна дата створення кабінету не відомо, оскільки в письменних джерелах цей факт не відзначений і оскільки кабінет зоології формувався поступово, у міру розвитку природничих спеціальностей.

В кабінеті зоології — прамузеї. 1938-39 навчальний рік. Заняття веде доц. Сахно Іван Іванович — засновник музею

Однозначні дані стосуються 1934 року, коли на роботу до педінституту (реорганізація ДІНО в Луганський педінститут сталася 1934 р.) прибув відомий харківський теріолог Іван Сахно. Переїзд Сахна відбувся відразу після розформування в Харкові природного факультету педагогічного інституту, де він працював до того часу. Разом з ним до Луганська переїхала і значна частина колекції хребетних тварин (в першу чергу, вся екзотична частина сучасної колекції музею). З того часу і до виходу на пенсію (1969 р.) І. Сахно був завідувачем кафедри зоології, в межах якої на той час діяв Кабінет зоології. Як відзначають в своїй монографії А. Климов та В. Курило (2006), в 1934-38 рр. кабінет зоології був «в числі найкращих серед периферійних вищих навчальних закладів України». 
Фактично з часу появи в Луганську Івана Сахна Кабінет зоології почали іменувати Зоологічним музеєм, проте статусу музею як окремого структурного підрозділу ця колекція не мала, і основним її призначенням було забезпечення студентів природничих спеціальностей наочним матеріалом для освоєння курсу зоології та суміжних дисциплін.

### Зоомузей у новому корпусі (1972 і надалі)

Сергій Панченко в терені під час збору колекційного матеріалу в Казахстані (бл. 1952 року)

Період становлення музею розтягнувся на довгі роки, вкл. лихоліття ІІ Світової війни, відбудову тощо. Всі ці етапи докладно описано в нещодавній публікації щодо історії музею (Загороднюк, 2009). Нарешті, в 1972 році природничо-географічний факультет, а з ним і Музей отримали новий навчальний корпус (в даний час корпус № 2), який був введений в дію 1973 р. Музей отримав площі в новому корпусі, і з цього часу почався новий період існування Зоологічного музею в його сучасному вигляді. 
Визначну роль у формуванні експозиції музею відіграв Сергій Панченко, досвідчений орнітолог, який привіз з Казахстану величезну кількість зразків, зокрема птахів, які прикрасили експозицію музею. Статус музею при цьому не змінився, і він залишився неструктурним підрозділом кафедри зоології. Пізніше, після об'єднання кафедр ботаніки і зоології (у 1997 р.) в одну він увійшов до складу новоствореної кафедри біології.
З близько 2000 і до акупації Луганська росіянами у 2014 р. музеєм опікувався його завідувач і таксидерміст за сумісництвом Сергій Литвиненко, знаний луганський природознавець і єдиний на той час штатний співробітник музею. В час війни, коли фактично всі зоологи ЛНУ покинули місто, музей залишився без опіки, а певний час в ньому 'працювали' різноманітні непосвячені в справу персони, яких запрошували окупаційні органи. перші два роки окупації музей час від часу відвідували луганські зоологи, які проводили затравку колекцій від шкідників.

## Описи колекцій, каталоги

Стенд з комахами в залі безхребетних, підготовлений ентомологами Сергієм Глотовим та Петром Форощуком як подарунок на згадку про навчання в університеті

Докладний опис історії музею та його експозиції представлено в огляді Ігоря Загороднюка. Остеологічна колекція, передана відомим теріологом Олександром Кондратенком, описана у спеціальній праці Сергія Заїки. Іхтіологічна колекція Валерія Денщика, що зберігалася без належного догляду у одному з підсобних приміщень факультету (близько 320 банок, потреба постійного доливу), 2009 року за рішенням керівництва факультету і університету була передана до зоологічних фондів Національного науково-природничого музею НАН України.
У збірнику працю "Зоологічні колекції та музеї" (2014) вміщено 3 статті про Зоологічний музей ЛНУ, у тому числі:
- про "червонокнижних" хребетних тварин в ЗМ ЛНУ (С. Філіпенко[4])
- про колекції анамній в ЗМ ЛНУ (С. Фомін [5])
- про історію формування колекцій ЗМ ЛНУ (Г. Євтушенко [6]).

## Експозиція
Експозиція розміщена в кількох суміжних приміщеннях:
- центральна зала — ссавці,
- великий коридор — плазуни, амфібії, риби,
- окрема велика кімната — птахи,
- підвал «гальорки» аудиторії 551 — безхребетні і нижчі хордові.

У музею є невелика таксидермічна лабораторія з шафами для збереження фондів. Є кімната, в якій при потребі можуть працювати приїжджі фахівці. Спеціальних приміщень для збереження остеологічних колекцій, «мокрих колекцій», запасників для експозицій та інших фондів у музею немає.

## Конференції
23 листопада 2012 року в Зоологічному музеї з ініціативою Лабораторії Корсак проведено конференцію «День зоологічного музею», присвячену 40-річчю створення нової експозиції музею (у ІІ корпусі ЛНУ). Конференція зібрала понад 50 учасників, у тому числі більшість колишніх співробітників музею та кафедри зоології, яка існувала у 1936–1996 роках. За підсумками роботи цієї конференції впорядковано збірник наукових праць «Зоологічні колекції та музеї» (Київ, 2014).

## Дослідники, з якими пов'язана історія музею

Іван Сахно (1904—1985?) — людина, що зробила найбільший внесок у формування музею у старому корпусі (до 1968 р.)

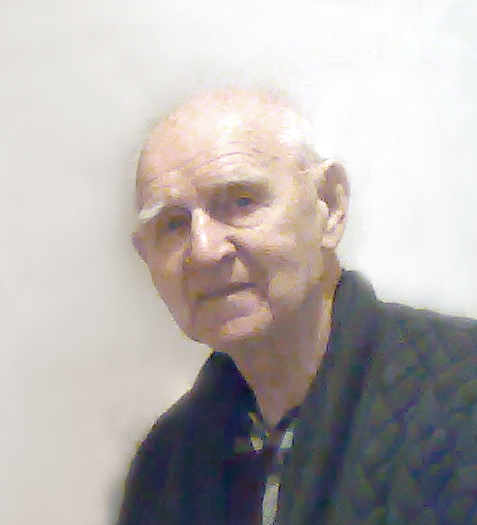
Сергій Панченко (1928—2011) — людина, що зробила найбільший внесок у формування музею в новому корпусі (після 1970 р.)

В різні періоди розвитку музею ним опікувалися різні дослідники. Серед них:
- Борис Вальх — таксидерміст та колекціонер, з ім'ям якого пов'язують становлення колекції.
- Іван Сахно — зоолог, завідувач кафедри зоології ЛНУ, який створив колекцію і опікувався нею протягом 1934—1969 рр.
- Людмила Титаренко — зоолог (ентомолог), перший завідувач колекції (музею), її опікун протягом 1937—1967 рр.).
- Микола Симонов — таксидерміст, який у 1945—1967 рр. працював над експозицією і вів при музеї юннатський гурток.
- Людмила Лебедєва — ентомолог, упродовж багатьох років куратор «безхребетної» частини експозиції.
- Сергій Панченко — зоолог (орнітолог), в яким пов'язано формування експозиції музею в новому корпусі університету у 1972—1974 рр.
- Валерій Лісничий — орнітолог, таксидерміст, який зробив величезну кількість опудал птахів і привіз значну кількість північних птахів з пташиних базарів.
- Микола Самчук — орнітолог та автор низки зразків іхтіологічної частини експозиції, зав. кафедрою зоології, якій підпорядковувався музей, у 1986—1996 роках;
- Валерій Денщик — іхтіолог, автор низки стендів з рибами, молюсками та коралами, привезеними ним із дальніх морських експедицій;
- Олександр Кондратенко — теріолог та зоолог широкого профілю, колектор остеологічної колекції дрібних ссавців (до 2000 екз.) та низки колекційних зразків (тушки) ссавців і птахів; упорядник нової серії експозиційних етикеток у залі ссавців.
- Сергій Литвиненко — завідувач і таксидерміст музею у 1986—2014 роках.